# 부킷곰박역

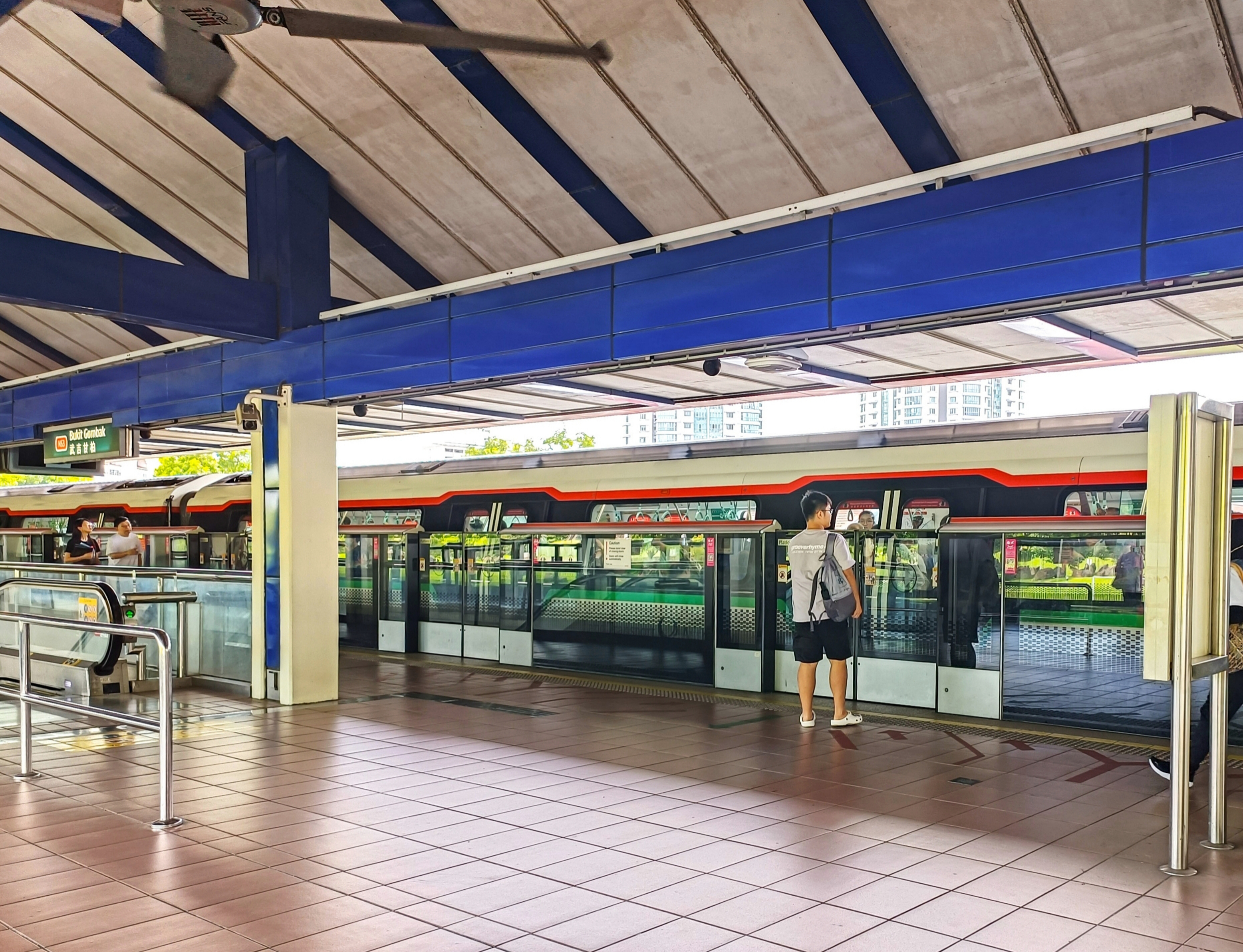

부킷곰박역(Bukit Gombak MRT station)은 싱가포르 부킷바톡의 노스사우스선에 있는 지상 MRT(Mass Rapid Transit) 역이다. 부킷바톡웨스트애비뉴 5(Bukit Batok West Avenue 5)와 부킷바톡이스트애비뉴 5(Bukit Batok East Avenue 5)의 교차점에 위치한 이 역은 "Little Guilin"으로도 알려진 아름다운 공원인 부킷바톡타운파크(Bukit Batok Town Park)에서 가장 가까운 MRT 역이다.
1990년 3월 10일에 개통된 부킷곰박역은 1996년 2월 10일 남북선 우드랜드 연장선이 개통되기 전까지 지선의 일부였다.